# 강박적 반복
강박적 반복(Compulsive Repetition)은  같은 행동을 되풀이하는 현상으로 과거 일에 대한 해결되지 않은 문제나 그 심리적 상처가 원인이 되어 발생한다. 그 사람이 강박적 반복이라고 확신이 되면 그 사람이 일상에서 자주 얘기하는 특정 단어나 문장으로 그 인물의 과거 문제를 추측할 수 있다. 당사자에게 있던 그 문제가 해결되기 전까지 강박적 반복의 증상은 완전히  치료되지 않는다.

## 같이 볼정신분석방법
- 최면